# Vermoorung südwestlich Falkenstein
Vermoorung südwestlich Falkenstein este o arie protejată (arie specială de conservare — SAC, sit de importanță comunitară — SCI) din Germania întinsă pe o suprafață de 9,96 ha, integral pe uscat.

## Localizare
Centrul sitului Vermoorung südwestlich Falkenstein este situat la coordonatele 49°04′58″N 12°28′24″E / 49.0828°N 12.4733°E.

## Înființare
Situl Vermoorung südwestlich Falkenstein a fost declarat sit de importanță comunitară în noiembrie 2004 pentru a proteja un număr necunoscut de specii din flora spontană și fauna sălbatică aflate în arealul zonei. Situl a fost protejat și ca arie specială de conservare în aprilie 2016.

## Biodiversitate
Situată în ecoregiunea continentală, aria protejată conține 2 habitate naturale: Pajiști cu Molinia pe soluri calcaroase, turboase sau argilos-nămoloase (Molinion caeruleae), Mlaștini turboase de tranziție și turbării mișcătoare.
La baza desemnării sitului se află un număr nedeclarat de specii protejate.